# Sudoměř (tvrz)
Sudoměř je zaniklá tvrz ve stejnojmenné vesnici u Čejetic v okrese Strakonice. Dochovaly se z ní terénní pozůstatky opevnění a na základech zdiva bylo v osmnáctém století postaveno roubené stavení, které je součástí domu čp. 15. Areál usedlosti je chráněn jako kulturní památka.

## Historie
Sudoměřská tvrz existovala pravděpodobně už ve čtrnáctém století. Roku 1318 na ní sídlil Čadek ze Sudoměře, který působil ve službách Viléma ze Strakonic. Jeho nástupcem se stal syn Janek ze Sudoměře připomínaný roku 1329, který se stal kanovníkem vyšehradské a vratislavské kapituly. Na církevní dráhu se dal i jeho bratr Předvoj, od roku 1342 kanovník ve Vratislavi a roku 1346 děkan pražské kapituly. Někdy v té době se rod rozdělil na větve Řepických ze Sudoměře a Dívčických ze Sudoměře.
Na konci čtrnáctého století Sudoměř patřila Nedamírovi ze Sudoměře a po něm Hynkovi ze Sudoměře. Hynek snad Sudoměř vlastnil se svým bratrem Mikulášem, ale před polovinou patnáctého století ji prodali, protože od té doby na tvrzi sídlili vladykové z Hracholusk. Dva z nich, bratři Mikuláš a Ctibor, statek po předcích tvořený Sudoměří s tvrzí, poplužním dvorem, částí řeky Otavy, rybníky, tůní zvanou Bíla voda a mlýnem roku 1491 prodali za 1 200 kop pražských grošů Kašparu Robmhápovi ze Suché.
Kašpar musel část sudoměřských platů roku 1502 zastavit Kateřině z Řepan. Asi roku 1519 po něm statek zdědili synové Jiří, Václav, Valeš, Ondřej a Mikuláš. I když k němu patřily další vesnice v okolí Bechyně, jednotlivé podíly by byly malé, a proto bratři panství přenechali Václavovi za 3 000 kop pražských grošů. Václav zastával úřad místopísaře a rozšířil sudoměřské panství o několik vesnic. Roku 1524 však celý statek vyměnil s Kryštofem ze Švamberka za Rataje a Švamberkové nechali tvrz chátrat. Kryštof ze Švamberka zemřel roku 1534 a Sudoměř s mnoha dalšími statky zdědili synové Jan, Bohuslav a Ratimír. O šest let později Sudoměř získal jejich Bratr Jindřich starší ze Švamberka, který si roku 1544 nechal vesnici se dvorem a pustou tvrzí zapsat do desk zemských. Další zprávy z šestnáctého století uvádí sudoměřskou tvrz jen jakou poustku u kestřanského panství.

## Stavební podoba
Zbytky opevnění tvořené příkopy a valy se nachází v severní části areálu, kde byly roku 1967 odkryty základy kamenné hradby. Dochovanou trojdílnou usedlost tvoří poloroubená obytná budova se dvěma křídly hospodářských budov. Do dvora se vjíždí branou na východní straně.